# 石河水库
石河水库是中国河北省秦皇岛市山海关区境内的一座中型水库，以供水为主，兼顾防洪、发电、灌溉。在直接入海的石河上游，水库以河得名，位于山海关区西北部孟姜镇小陈庄山口以北约700米处。1972年4月16日动土开工，1975年6月28日建成运用。水库正常库容为5160万立方米，控制流域面积为560平方千米，占石河总流域面积的93%，海拔为47米。
水库两岸设有石河东、西灌渠。